# Стайки (Ельнинский район)
Ста́йки — деревня в Смоленской области России, в Ельнинском районе. Население — 9 жителей (2007). Расположена в юго-восточной части области в 12 км к востоку от города Ельня, в 12 км восточнее автодороги Р137 Сафоново — Рославль, у автодороги Р96 Новоалександровский (А101) — Спас-Деменск — Ельня — Починок. В 1 км к югу от деревни железнодорожная станция «Жегловка» на линии Смоленск — Сухиничи. Входит в состав Пронинского сельского поселения.

## История
В годы Великой Отечественной войны деревня была местом ожесточённых боёв и дважды была оккупирована гитлеровскими войсками: 1-й раз в июле 1941 года (освобождена в ходе Ельнинской операции), 2-й раз в октябре 1941 года (освобождена в ходе Ельнинско-Дорогобужской операции в 1943 году). Была освобождена 68-й армией.

## Достопримечательности
- Обелиск на памятном месте жестоких боёв 6-й гвардейской стрелковой дивизии с гитлеровскими войсками[5]. Вблизи деревни похоронен полковник П. В. Васенин — командир 22-го стрелкового полка.